# Домашний чемпионат Великобритании 1960/1961
Домашний чемпионат Великобритании 1960/61 (англ. 1960–61 British Home Championship), также известный в Великобритании как Домашний международный чемпионат 1960/61 (англ. 1960–61 Home International Championship) — шестьдесят шестой розыгрыш Домашнего чемпионата, футбольного турнира с участием сборных четырёх стран Великобритании (Англии, Шотландии, Уэльса и Северной Ирландии). Победу в турнире одержала сборная Англии.
Этот розыгрыш Домашнего чемпионата получился очень результативным: в шести матчах турнира было забито 40 голов (более 6,5 голов за игру).
Турнир стартовал 8 октября 1960 года в Белфасте, когда англичане разгромили ирландцев со счётом 5:2. 22 октября Уэльс в Кардиффе обыграл Шотландию (2:0). 9 ноября шотландцы в Глазго разгромили ирландцев (5:2), а 23 ноября англичане в Лондоне обыграли валлийцев (5:1). 12 апреля 1961 года Северная Ирландия в Белфасте проиграла Уэльсу (1:5), а три дня спустя англичане встретились с шотландцами в Лондоне. За игрой на стадионе «Уэмбли» наблюдали Елизавета II и Филипп, герцог Эдинбургский. Матч завершился разгромной победой англичан со счётом 9:3. Это была самая крупная победа сборной Англии над сборной Шотландии, а также самый крупный счёт в истории стадиона «Уэмбли».

## Турнирная таблица
| Поз | Команда           | И | В | Н | П | МЗ | МП | РМ  | О |
| --- | ----------------- | - | - | - | - | -- | -- | --- | - |
| 1   | Англия (Ч)        | 3 | 3 | 0 | 0 | 19 | 6  | +13 | 6 |
| 2   | Уэльс             | 3 | 2 | 0 | 1 | 8  | 6  | +2  | 4 |
| 3   | Шотландия         | 3 | 1 | 0 | 2 | 8  | 13 | −5  | 2 |
| 4   | Северная Ирландия | 3 | 0 | 0 | 3 | 5  | 15 | −10 | 0 |

## Результаты матчей
| Северная Ирландия | 2:5     | Англия                                                 |
| ----------------- | ------- | ------------------------------------------------------ |
| Макадамс 38′ 57′  | (отчёт) | - Смит 15′ - Гривз 41′ 47′ - Дуглас 80′ - Чарльтон 88′ |

| Уэльс                    | 2:0     | Шотландия |
| ------------------------ | ------- | --------- |
| - Джонс 44′ - Вернон 73′ | (отчёт) |           |

| Шотландия                                              | 5:2     | Северная Ирландия                         |
| ------------------------------------------------------ | ------- | ----------------------------------------- |
| - Лоу 8′ - Колдоу 43′ (пен.) - Янг 72′ - Бранд 80′ 90′ | (отчёт) | - Бланчфлауэр 48′ (пен.) - Макпарланд 84′ |

| Англия                                               | 5:1     | Уэльс   |
| ---------------------------------------------------- | ------- | ------- |
| - Гривз 2′ 69′ - Чарльтон 16′ - Смит 29′ - Хейнс 61′ | (отчёт) | Лик 75′ |

| Северная Ирландия | 1:5     | Уэльс                                                     |
| ----------------- | ------- | --------------------------------------------------------- |
| Дуган 64′         | (отчёт) | - Чарльз 1′ - Оллчерч 2′ - Лик 26′ - Джонс 48′ (пен.) 70′ |

| Англия                                                                       | 9:3     | Шотландия                            |
| ---------------------------------------------------------------------------- | ------- | ------------------------------------ |
| - Робсон 10′ - Гривз 19′ 30′ 82′ - Дуглас 56′ - Смит 75′ 85′ - Хейнс 79′ 81′ | (отчёт) | - Макай 48′ - Уилсон 55′ - Куинн 75′ |

## Победитель
| Победитель Домашнего чемпионата 1960/61 |
| Англия Тридцать девятый титул           |

## Состав победителей
Сборная Англии
Главный тренер:  Уолтер Уинтерботтом
| Поз. | Игрок            | Дата рождения    | Игры | Голы | Минуты | ИРЛ | УЭЛ | ШОТ | Клуб                    |
| ---- | ---------------- | ---------------- | ---- | ---- | ------ | --- | --- | --- | ----------------------- |
| Вр   | Рон Спрингетт    | 22 июля 1935     | 2    | 0    | 180    | 90  | −   | 90  | Шеффилд Уэнсдей         |
| Вр   | Алан Ходжкинсон  | 16 августа 1936  | 1    | 0    | 90     | −   | 90  | −   | Шеффилд Юнайтед         |
| Защ  | Джимми Армфилд   | 21 сентября 1935 | 3    | 0    | 270    | 90  | 90  | 90  | Блэкпул                 |
| Защ  | Мик Макнил       | 7 февраля 1940   | 3    | 0    | 270    | 90  | 90  | 90  | Мидлсбро                |
| Хав  | Бобби Робсон     | 18 февраля 1933  | 3    | 1    | 270    | 90  | 90  | 90  | Вест Бромвич Альбион    |
| Хав  | Питер Суон       | 8 октября 1936   | 3    | 0    | 270    | 90  | 90  | 90  | Шеффилд Уэнсдей         |
| Хав  | Рон Флауэрс      | 28 июля 1934     | 3    | 0    | 270    | 90  | 90  | 90  | Вулверхэмптон Уондерерс |
| Нап  | Брайан Дуглас    | 27 мая 1934      | 3    | 2    | 270    | 90  | 90  | 90  | Блэкберн Роверс         |
| Нап  | Джимми Гривз     | 20 февраля 1940  | 3    | 7    | 270    | 90  | 90  | 90  | Челси                   |
| Нап  | Бобби Смит       | 22 февраля 1933  | 3    | 4    | 270    | 90  | 90  | 90  | Тоттенхэм Хотспур       |
| Нап  | Джонни Хейнс (к) | 17 октября 1934  | 3    | 3    | 270    | 90  | 90  | 90  | Фулхэм                  |
| Нап  | Бобби Чарльтон   | 11 октября 1937  | 3    | 2    | 270    | 90  | 90  | 90  | Манчестер Юнайтед       |

## Бомбардиры
- 7 голов
  -  Джимми Гривз

- 4 гола
  -  Бобби Смит

- 3 гола
  -  Джонни Хейнс
  -  Клифф Джонс

- 2 гола
  -  Брайан Дуглас
  -  Бобби Чарльтон
  -  Билли Макадамс[англ.]
  -  Кен Лик
  -  Ральф Бранд

## Комментарии
1. ↑  Шотландская футбольная ассоциация считает, что третий гол шотландцев забил Дейви Уилсон (отчёт Архивная копия от 4 мая 2023 на Wayback Machine), что также подтверждается видеохроникой матча (2:05 Архивная копия от 18 ноября 2021 на Wayback Machine, 1:29 Архивная копия от 19 ноября 2021 на Wayback Machine); но большинство источников (включая комментатора на видео) называют автором третьего гола шотландцев Патрика Куинна.